# Oedera
Oedera là một chi thực vật có hoa trong họ Cúc (Asteraceae).

## Loài
Chi Oedera gồm các loài: